# Terpineen
De terpinenen vormen een kleine groep van 3 isomere terpenen met als brutoformule C10H16:
- α-terpineen (4-methyl-1-(1-methylethyl)-1,3-cyclohexadieen)
- β-terpineen (4-methylene-1-(1-methylethyl)cyclohexeen)
- γ-terpineen (4-methyl-1-(1-methylethyl)-1,4-cyclohexadieen)

Ze bezitten alle drie dezelfde opbouw, maar verschillen in de plaats van de dubbele bindingen. De α- en de γ-vorm komen in de natuur voor, de β-vorm wordt gesynthetiseerd uit sabineen.